# Ciudad Primavera
Ciudad Primavera är en ort i Mexiko.   Den ligger i kommunen Emiliano Zapata och delstaten Veracruz, i den sydöstra delen av landet, 260 km öster om huvudstaden Mexico City. Ciudad Primavera ligger 346 meter över havet och antalet invånare är 494.
Terrängen runt Ciudad Primavera är kuperad västerut, men österut är den platt. Terrängen runt Ciudad Primavera sluttar österut. Runt Ciudad Primavera är det ganska tätbefolkat, med 93 invånare per kvadratkilometer. Närmaste större samhälle är Rinconada, 5,7 km öster om Ciudad Primavera. Trakten runt Ciudad Primavera består till största delen av jordbruksmark.